# エジプトの鉄道
エジプトの鉄道では、エジプトにおける鉄道について記す。

## 鉄道史
- 1854年にアレクサンドリアとカフル・イッサ間が開業。
- 1856年にアレクサンドリアとカイロ間が全通
- 1891年にナイル川を渡るインババ橋が開通
- 1963年にスエズ運河を渡るエル・フェダン鉄橋が開通。1967年の第三次中東戦争により破壊。
- 2001年にスエズ運河を渡るエル・フェルダン鉄道橋（旋回橋）が新たに開通。2015年の新スエズ運河の運用開始により使用不可。
- 2023年10月に新スエズ運河上の橋梁が完成。

## 事業者
- エジプト鉄道(Egyptian National Railways, ENR)
- APTA（アレクサンドリア交通局、アレクサンドリア市電）
- カイロ地下鉄公団 (Cairo Metro Organization、カイロ地下鉄)

## 隣接国との鉄道接続状況
- リビア - 計画中、同じ標準軌を採用している。
- スーダン - 接続なし - 1,435 mm（エジプト）/1,067 mm（スーダン）
- イスラエル - 接続なし
- パレスチナ国（ガザ地区） - 中東戦争で破壊後接続なし

## 高速鉄道
- エジプト高速鉄道 建設中（地中海に面したマルサ・マトルーフから紅海に面したアイン・スクナ間 2027年運行開始予定）